# Gare d'Amherstburg
La  gare d’Amherstburg  est une ancienne gare ferroviaire canadienne, érigée par le chemin de fer Michigan Central Railroad.  Depuis 1969 la gare a été une galerie d'art. La construction commence à l’automne 1895, le premier train quitte la gare en janvier 1896 avec l’ouverture officielle en mars 1896.

## Situation ferroviaire
La gare se trouvait sur la ligne du Canada Southern Railway, partie du réseau Michigan Central, filiale du New York Central Railway.

## Histoire
« La gare est un bâtiment d'un étage en briques rouges d'environ 72 pieds de longueur et 27 pieds à son point le plus large. De style roman, il présente des vitres en verre biseauté et des impostes au-dessus des fenêtres. Ses appuis de fenêtre sont en pierre de taille avec des garnitures décoratives. [...]
La gare compte trois divisions principales: une salle d'attente pour hommes / billetterie, une salle des bagages et une salle d'attente pour dames. » 

## Patrimoine ferroviaire
En 1969, l'édifice a été acheté par Florence Gibson qui l’offre au Guilde des Arts et Métiers de Fort Malden, qui depuis cette date, continue à l’exploiter en tant que centre d'art et de galerie d'art ,.
La gare est protégee sous partie IV de la Loi sur le patrimoine de l'Ontario, depuis 1976 